# Spiel mit dem Feuer
Spiel mit dem Feuer (tdl. ‘Jugando con fuego’) es una película de comedia alemana de 1934 dirigida por Ralph Arthur Roberts y protagonizada por Paul Hörbiger, Trude Marlen y Elga Brink.
Los decorados de la película fueron diseñados por el director artístico Erich Kettelhut y Max Mellin.

## Reparto
- Paul Hörbiger como Dr. Alfred Kramer.
- Trude Marlen como Annette.
- Elga Brink como Sylvia Bernhardt, cantante.
- Willi Schaeffers como Gründlich, escritor.
- Horst Birr como Emil Kummerberg, camarero.
- Ellen Hille como Marie, chica de Kramer.
- Hilde Krüger como Helene, criada de Sylvia.
- Aribert Wäscher como Whitemann, director.
- Ernst Hofmann
- Josef Reithofer
- Ernst G. Schiffner
- Hans Sternberg
- Toni Tetzlaff
- Boris Walt